# Russisk Blod
Russisk Blod er en amerikansk stumfilm fra 1923 af Robert Z. Leonard.

## Medvirkende
- Mae Murray som Olga Farinova / Zita
- Earle Foxe som James Morton
- Freeman Wood som Eric Van Corland
- Mathilde Brundage som Mrs. Van Corland
- Elmo Lincoln som Kaminoff
- Sidney Franklin som Levitzky
- Rosa Rosanova
- Craig Biddle Jr.